# Impressionisme abstracte
L'impressionisme abstracte és un moviment pictòric contemporani, dins de l'abstracció (no confondre amb l'expressionisme abstracte, un moviment semblant però diferent), on es fan pinzellades petites per construir i estructurar grans quadres. Pinzellades petites pel control de grans àrees, expressant l'emoció i enfocament de l'artista en l'energia interna; i de vegades contemplació, creant qualitats expressives, líriques i pensatives en els quadres. Les pinzellades són semblants a les dels impressionistes com Monet i els postimpressionistes com van Gogh i Seurat, encara que tendeixin cap a l'expressionisme abstracte. Encara que en l'estil de pintura d'acció de l'expressionisme abstracte les pinzellades sovint van ser grans i cridaneres i s'aplicava la pintura en un flux ràpid d'emoció i energia, les pinzellades curtes i intenses o l'aplicació no tradicional de les pintures i textures dels impressionistes abstractes es fan lentament i amb propòsit, emprant el pas del temps com un avantatge i una tècnica. Milton Resnick, Sam Francis, Richard Pousette-Dart i Philip Guston van ser pintors de l'estil impressionista abstracte durant els anys 1950. L'artista canadenc Jean-Paul Riopelle va ajudar a introduir l'impressionisme abstracte a Paris durant els anys 1950.
La pintora estatunidenca Elaine de Kooning encunyà el terme "impressionisme abstracte" i ràpidament va ser usat pel crític Louis Finkelstein.
Lawrence Alloway va ser comissari d'una exposició del mateix nom el 1958 i va incloure, entre altres a Bernard Cohen, Harold Cohen, Sam Francis, Patrick Heron i Nicolas de Staël. Un hereu contemporani de l'estil impressionista abstracte és William Duvall, els quadres eco-abstractes del qual es fan a l'aire lliure.